# Michel Soutter
Michel Soutter (2 de junio de 1932 – 10 de septiembre de 1991) fue un director de cine y guionista suizo. Dirigió 13 películas entre 1967 y 1991. Su cinta de 1982 L'amour des femmes entró en la sección oficial del Festival de Cine de Berlín de 1982.

## Filmografía
- La lune avec les dents (1967)
- Haschisch (1968)
- La pomme (1969)
- James ou pas (1970)
- Les nénuphars (1972)
- Les arpenteurs (1972)
- Ce Schubert qui décoiffe (1973)
- L'escapade (1974)
- Repérages (1977)
- L'amour des femmes (1982)
- Adam et Ève (1983)
- Signé Renart (1984)
- Le film du cinéma suisse (1991)